# Cressensac
Cressensac est une ancienne commune française située dans le département du Lot en région Occitanie.

## Géographie
La commune de Cressensac, traversée par le 45e parallèle nord, est de ce fait située à égale distance du pôle Nord et de l'équateur terrestre (environ 5 000 km). Elle est la commune la plus septentrionale de la région Occitanie.

### Localisation
Située sur le bord nord du plateau du causse du Lot à une vingtaine de kilomètres de Brive-la-Gaillarde, la commune est traversée du nord au sud par la N 20 et l'autoroute A20.
Les collines alentour sont couvertes de chênes truffiers agrémentées de champs de culture de tabac.

### Communes limitrophes
Les communes limitrophes sont  Cuzance, Gignac, Nespouls, Sarrazac et Turenne.
|        | Nespouls (Corrèze) | Turenne (Corrèze) |
|        | Cressensac         | Sarrazac          |
| Gignac |                    | Cuzance           |

## Toponymie
Beaucoup de communes du Lot ont un nom finissant en -ac (de –acos)  il s’agit en général d’un nom gallo-romain désignant le domaine d'une famille (en –us ou –ius). Cressensac signifierait donc domaine de Cresens ou Crescentius.

## Histoire

### Préhistoire
Plusieurs monuments mégalithiques jalonnent la commune : dolmens, tumulus et menhir. Ils témoignent d’une présence humaine sur la commune au Néolithique.

### La période antique
La région était occupée par le peuple gaulois, les Cadurques. Le peuple cadurque occupait l’actuel Quercy (le département du Lot et le nord du département de Tarn-et-Garonne).
Lors de la conquête de la Gaule par Jules César, une des dernières batailles contre les Romains eut lieu à Uxellodunum (commune de Vayrac – 22 km de Cressensac). Le chef cadurque, Lucterius, en 51 av. J.-C., tenta de résister aux Romains. Sa résistance se termine par la prise de l’oppidum, réputé imprenable, d’Uxellodunum.

### Du Moyen Âge à la Révolution
La région passe sous le contrôle des Wisigoth (dès 472 ap. J.-C. très probablement avec la prise de Turenne).
Elle fut ensuite prise par les francs lorsque ceux-ci battent les Wisigoth à la bataille de Vouillé (507).
À la suite de l’effritement du pouvoir mérovingien, la région est dirigée par les ducs d'Aquitaine : Boggis (meurt en 688), Eudes d'Aquitaine (meurt en 735), Hatton et Hunald (meurt en 746) et Waïfre (meurt en 768). Après de nombreux conflits avec Pépin le Bref, les ducs d’Aquitaine doivent céder leur domaine aux Carolingiens.
Au IXe siècle Cressensac fait partie de la vicomté de Turenne. Son histoire est liée à cette vicomté. Cette dernière se trouve à cheval entre les départements du Lot, de la Dordogne et de la Corrèze. Les vicomtes ont profité de la faiblesse du pouvoir central pour s’arroger des pouvoirs importants (justice et de battre monnaie notamment). Cette vicomté sera quasiment indépendante jusqu’en 1738. Une des caractéristiques de ce domaine fut la faiblesse du prélèvement fiscal. Les habitants ne payaient pas la gabelle, ils ne devaient pas loger les soldats du roi, ils ne payaient pas le taille mais un don volontaire au vicomte et ne payaient pas la capitation.
En 1738, le vicomte de Turenne (et duc de Bouillon), endetté, vend la vicomté pour le prix de 4 200 000 livres. À partir de cette date, la paroisse et la communauté de Cressensac seront soumis aux lois du royaume, payeront les impôts, fourniront les soldats et miliciens et logeront les troupes. Cela occasionnera des troubles qui obligeront la maréchaussée de Souillac à intervenir. Des jeunes partiront chercher fortune ailleurs y compris en Amérique.

### De la paroisse à la commune
La paroisse de Cressensac naît probablement à la fin du XIe siècle – début du XIIe siècle. Son territoire fut prélevé sur deux autres paroisses voisines, Gignac et Sarrazac. La création est probablement due à un reprise de donation jadis faite à une abbaye.
À la fin XIVe siècle, début du XVe naît la communauté rurale, l’origine de l’administration civile de la paroisse rurale dans la vicomté. À cette époque de guerre (guerre de Cent Ans), la vicomté a besoin de tous ses hommes pour résister aux Anglais. En contrepartie d’un « gage » (impôt), les habitants des paroisses y gagnent des « libertés et privilèges ». Les paroissiens étaient représentés par les syndics.
En 1789, la paroisse devient une commune, ses limites restent les mêmes. En 1846, une partie de la commune de Sarrazac est rattachée à Cressensac. Vingt et une familles sont rattachées à Cressensac. Cela s’explique par le fait que ces familles venaient à l’église de Cressensac, pour les baptêmes et les enterrements notamment, du fait du plus grand éloignement de l’église de Sarrazac.

### Faits marquants
Le 29 juin 1477, la terre tremble, la rivière de l’Orup, qui serpentait à la place de l'actuelle combe de Vignon, devient une rivière souterraine. La rivière resurgit aujourd'hui à l'Œil de la Doux.
Le 30 avril 1831, Antoine de Castre de Tersac, ancien maire de la commune, est assassiné par son fils Joseph. Ce dernier est guillotiné à Cahors le 10 février suivant.

### Époque contemporaine
Le 1er janvier 2019, la commune fusionne avec Sarrazac pour former la commune nouvelle de Cressensac-Sarrazac dont la création est actée par un arrêté préfectoral du 28 septembre 2018.

## Politique et administration
| Période      | Période  | Identité         | Étiquette | Qualité |
| ------------ | -------- | ---------------- | --------- | ------- |
| janvier 2019 | En cours | Raoul Jauberthie | PS        |         |

| Date | Maire                                | 1er Adjoint                                                          |
| ---- | ------------------------------------ | -------------------------------------------------------------------- |
| 1789 | Jean-Hugue Barre-Lafon               |                                                                      |
| 1790 | Jean-Hugue Barre-Lafon               | Étienne Auriel (1771) Pierre Mongalvy (1793) Ambroise Certain (1794) |
| 1800 | Pierre Crozat de Lynoire             | Pierre Mongalvy                                                      |
| 1808 | Arnaud de Lamberterie                | François Tournier                                                    |
| 1815 | François Lacoste                     |                                                                      |
| 1815 | Arnaud de Lamberterie                | Pierre Jarrige                                                       |
| 1816 | Antoine de Castre de Tersac,         | François Jarrige                                                     |
| 1830 | Arnaud de Lamberterie                | Jean Gay                                                             |
| 1831 | Arnaud de Lamberterie                | François Jarrige                                                     |
| 1841 | François Jarrige                     | Jean Gay                                                             |
| 1846 | Jean-Baptiste Barre                  | Jean Gay                                                             |
| 1848 | Louis Tournier                       | Jecques Planiol                                                      |
| 1852 | Auguste de Mazerat                   | Jean-Baptiste Barre                                                  |
| 1855 | Pierre-Louis-François de Lamberterie | Jean-Baptiste Barre                                                  |
| 1871 | Antoine Jarrige                      |                                                                      |
| 1871 | Pierre-Louis-François de Lamberterie | Jean-Baptiste Barre                                                  |
| 1876 | Jean-Baptiste Delpech                |                                                                      |
| 1878 | Pierre Jarrige                       | Marc Simon                                                           |
| 1878 | Jacques Sourzat                      | Jean Fouillade                                                       |
| 1884 | Jacques Sourzat                      | Marc Simon Jean Arnal                                                |
| 1895 | Jean Arnal                           | Pierre Dalle Pierre Delmon                                           |
| 1898 | Jean Poulzagues                      |                                                                      |
| 1900 | Jacques Sourzat                      | Jean Paterne                                                         |
| 1906 | Joseph Chazal                        | Jean Paterne                                                         |
| 1908 | Gervais Cerou                        | Étienne Malvergne Antoine Lagarde                                    |
| 1929 | Maurice Simon                        | Jacques Pouzalgues                                                   |
| 1947 | Henri Delbos                         | Jean Chazal                                                          |
| 1958 | Raoul Duverger                       | François Meyssignac                                                  |
| 1971 | Roger Sol                            | Gaston Lacombe                                                       |
| 1977 | Jean Lagorse                         | Ludovic Castanet                                                     |
| 1983 | Roger Sol                            | Bernard Vergne                                                       |
| 1989 | Roger Teyssandier                    | Jean-Michel Teindas                                                  |
| 1995 | Jean-Pierre Sourzat                  | Georges Boutot                                                       |
| 2001 | Daniel Perez                         | Maurice Lamothe                                                      |
| 2008 | Guy Louradour (DVG, retraité)        | Jacques Lacoste                                                      |
| 2014 | Guy Louradour                        | Raoul Jauberthie                                                     |
| 2017 | Raoul Jauberthie                     | Franck Roche                                                         |

## Population et société

### Démographie

#### La population sous l'Ancien Régime[6],[7]
| 1650 | 1660 | 1670 | 1680 | 1690 | 1700 | 1710 | 1720 | 1730 | 1740 | 1750 | 1760 | 1770 | 1785 |
| ---- | ---- | ---- | ---- | ---- | ---- | ---- | ---- | ---- | ---- | ---- | ---- | ---- | ---- |
| 820  | 909  | 850  | 768  | 647  | 703  | 696  | 733  | 706  | 746  | 754  | 678  | 603  | 825  |

#### La population depuis la Révolution
L'évolution du nombre d'habitants est connue à travers les recensements de la population effectués dans la commune depuis 1793. Pour les communes de moins de 10 000 habitants, une enquête de recensement portant sur toute la population est réalisée tous les cinq ans, les populations de référence des années intermédiaires étant quant à elles estimées par interpolation ou extrapolation. Pour la commune, le premier recensement exhaustif entrant dans le cadre du nouveau dispositif a été réalisé en 2006.

En 2016, la commune comptait 627 habitants, en évolution de −1,57 % par rapport à 2010 (Lot : +1,31 %, France hors Mayotte : +2,11 %).
| 1793 | 1800 | 1806 | 1821  | 1831  | 1836 | 1841 | 1846 | 1851  |
| ---- | ---- | ---- | ----- | ----- | ---- | ---- | ---- | ----- |
| 680  | 912  | 712  | 1 009 | 1 039 | 970  | 960  | 999  | 1 183 |

| 1856  | 1861  | 1866  | 1872  | 1876  | 1881  | 1886  | 1891  | 1896  |
| ----- | ----- | ----- | ----- | ----- | ----- | ----- | ----- | ----- |
| 1 196 | 1 182 | 1 155 | 1 068 | 1 074 | 1 110 | 1 229 | 1 097 | 1 055 |

| 1901  | 1906 | 1911 | 1921 | 1926 | 1931 | 1936 | 1946 | 1954 |
| ----- | ---- | ---- | ---- | ---- | ---- | ---- | ---- | ---- |
| 1 063 | 977  | 927  | 798  | 815  | 814  | 740  | 733  | 634  |

| 1962 | 1968 | 1975 | 1982 | 1990 | 1999 | 2006 | 2011 | 2016 |
| ---- | ---- | ---- | ---- | ---- | ---- | ---- | ---- | ---- |
| 625  | 596  | 620  | 639  | 570  | 570  | 647  | 642  | 627  |

### Manifestations et festivités
- Pendant le deuxième week-end d'août, depuis 2005, se fête l'agneau du Quercy. Pendant deux jours, le samedi et le dimanche, plusieurs artisans agrémentent de leurs arts les allées de la fête. Le samedi soir, sous un chapiteau, un repas est organisé par le comité des fêtes ; cabecou, agneau grillé, melon sont de la partie.
- Dimanche de Pâques, un vide-greniers est organisé par le comité des fêtes.

## Culture locale et patrimoine

### Lieux et monuments
- Château de Chausseneige : XIIIe siècle reconstruit à l'époque de Viollet-le-Duc.
- Gare de Gignac-Cressensac à 4 km et située sur la ligne Paris-Toulouse du PO desservait la commune jusque dans les années 1960. Elle est maintenant fermée.
- Aéroport de Brive-Souillac en service depuis juin 2010 (chantier ouvert en 2005) sur une petite partie nord de la commune.

#### Villages et lieux-dits
- Cieussac ou Sieussac est un lieu-dit connu depuis le XIe siècle (sulciacum), ce village étant la propriété d’un certain Géraldus. Il compte 5 feux en 1753, 7 en 1766 et 35 habitants en 1886. Avant la Révolution et au début du XIXe siècle, Cieussac fait partie de la paroisse puis de la commune de Sarrazac. Le 27 avril 1846, il fut rattaché à Cressensac, en raison des habitudes de ses habitants de fréquenter l'église de Cressensac au lieu de celle de Sarrazac.
- Peyrelevade, est sans doute le plus ancien hameau habité de la commune : la pierre levée peut indiquer un foyer habité assez ancien. Il a aussi été le plus peuplé, puisqu'avant la Première Guerre mondiale, on y comptait plus de quarante foyers. D'un point de vue patrimonial on y trouve deux maisons dotées de pigeonniers, l'une en surplomb sur la façade de la maison, et l'autre intégré dans l'un des pignons de la maison. Du point de vue de la biodiversité, on y trouve des chênes truffiers en nombre. La construction de l'autoroute A20 a désorganisé les passages animaliers, mais du grand gibier y passe encore fréquemment.
- La Bélès
- Le Vaurès
- La Garnaudie
- Le Battut
- Neyragues
- Le Pouget
- La Bellonie
- La Palissière
- Le Chaffol
- Martignac
- La Fouillade

### Personnalités liées à la commune
- L'actrice Pascale Audret y perd la vie dans un accident de la route en 2000